# 静升村王氏宗祠
静升村王氏宗祠，位于山西省晋中市灵石县静升镇静升村的高家崖、红门堡两大建筑群南坡下临街处，是该村原有的五座王家祠堂，现存的两座王家祠堂之一。孝义祠堂在其东北。
静升村王氏宗祠创建于明万历年间，后曾多次扩建，到清嘉庆九年（1804年），面积已扩展到2100平方米。在道路两侧，原本各建有一座宏伟的牌坊。道北除牌坊，还建有献亭、正厅；道南除牌坊，还建有马棚、旗杆、戏台。王氏宗祠原建筑今仅存一座戏楼。
静升村王氏宗祠已公布为灵石县文物保护单位。